# CL Smooth
CL Smooth (nacido Corey Brent Penn, Sr., New Rochelle, Nueva York, 8 de octubre de 1968) es un DJ, rapero estadounidense y poeta, conocido por ser la mitad vocal del dúo de hip hop Pete Rock & CL Smooth.
Tras la separación de la pareja en 1995, Pete Rock, cuyo trabajo con CL le había ganado una reputación como de los mejores productores en el hip hop, pasó a producir y remezclar temas para docenas de grupos, tanto principiantes como consolidados, y a producir varios álbumes, tanto instrumentales como en solitario. C.L. Smooth se mantuvo musicalmente inactivo.  
La reconciliación de la pareja solo ha servido para grabar cinco canciones aisladas en los diez años posteriores a su separación: "Da Two," "Back On Da Block," "Fly 'Til I Die," "Appreciate," y "It's A Love Thing."  Ha habido rumores de una reunión definitiva y de un nuevo álbum para 2004. Sin embargo, la especulación fue desechada por ambas parejas tras una nueva discusión. 
Durante su período de inactividad, C.L. Smooth declinó incluso aparecer como invitado en los álbumes de otros artistas, con la excepción de "Only the Strong Survive" con DJ Krush en 1996. Recientemente, sin embargo, ha contribuido con colaboraciones vocales con AZ ("Magic Hour"), Nujabes ("Sky is Falling") y el afiliado a Dipset J. R. Writer (el remix de "Mesmerize").
Pertenece actualmente al sello discográfico Shaman Work Recordings. En él y junto al productor Mike Lowe ha publicado los sencillos "American Me", "Warm Outside," "Smoke In The Air" y "I Can't Help It."

## Discografía

### Álbumes en solitario
- American Me (2006)
- The Outsider (2007)

### Álbumes como Pete Rock & C.L. Smooth
| Información del álbum |
| --- |
| All Souled Out - Publicado: 25 de junio de 1991 - Posición en Billboard 200: - - Posición en R&B/Hip-Hop chart: #53 - Sencillos: "The Creator", & "Mecca And The Soul Brother (Remix)"                                    |
| Mecca and the Soul Brother - Publicado: 9 de junio de 1992 - Posición en Billboard 200: #43 - Posición en R&B/Hip-Hop chart: #7 - Sencillos: "They Reminisce Over You (T.R.O.Y.)", "Straighten It Out" & "Lots Of Lovin'" |
| The Main Ingredient - Publicado: 8 de noviembre de 1994 - Posición en Billboard 200: #51 - Posición en R&B/Hip-Hop chart: #9 - Sencillos: "Take You There" & "I Got A Love"                                               |